# エフタル・サーサーン戦争
エフタル・サーサーン戦争（エフタル・サーサーンせんそう）はエフタルとサーサーン朝の間で起こった一連の戦闘を指す。エフタルは484年にサーサーン朝の皇帝ペーローズ1世を敗死させるなど、サーサーン朝に大きく打撃を与えたが、ホスロー1世の代に突厥と結んだサーサーン朝にブハラの戦いで破れ、567年までに崩壊した。

## 背景
エフタルはイラン系またはテュルク系の民族とされていて、北インドのグプタ朝を攻撃し衰退させたことで有名である。エフタルは遊牧民であることもあり、分かっている情報は少なく諸説ある。史料ではキダーラ朝等とともに「イランのフン族」として言及されている。キダーラ朝はクシャーナ朝の後継国家とみなされているが、後述するようにペーローズ1世によって討伐されると、その勢力は霧散し代わりにエフタルが勢力圏を広げた。5世紀なかばには中央アジアを抑えており、その最盛期には北は天山山脈の北部、南はアフガニスタンやパンジャーブ地方、東は東トルキスタンのホータン、西はホラサーン地方まで領域を広げている。
バハラーム5世統治下のサーサーン朝にも侵攻していてホラーサーン地方の中心都市メルヴを占領している。しかし、427年にはサーサーン朝は侵入してきたエフタルを撃退している。後述するタバリーの記述によれば、バハラーム5世の代にはエフタルとの国境が策定されていたのか、国境の塔が建造されている。次代のヤズデギルド2世の統治下でもエフタルとの抗争が起こっていた。

## 概要

### エフタルの隆盛
ヤズデギルド2世が死去すると、ヤズデギルド2世の統治下で実権を握ったスーレーン家に支持されたホルミズド3世が後を継いだ。しかし、ミフラーン家の支援を受けた弟ペーローズがホルミズド3世を殺害し、ペーローズ1世として皇帝（シャーハンシャー）に即位した。このとき、エフタルはペーローズ1世の即位を援助したともされている。ペーローズ1世の治世では即位に貢献したミフラーン家が実権を握った。
ペーローズ1世は西の東ローマ帝国とは協調路線を歩んだため、従来の西部に対して主力を置く方策とは異なり、軍事的には東方に比重を置いていた。466年、ペーローズ1世はキダーラ朝を撃破しバクトリアを奪還した。この戦勝は、バルフでペーローズ1世の硬貨が鋳造されたことからもうかがえる。しかし、キダーラが撃破され権力の空白が生まれると、代わってバクトリアにはエフタルの支配権が浸透した。ペーローズ1世は「エフタルの男色趣味」を理由にして、エフタルに対して宣戦布告した。対エフタルの戦役は二度もしくは三度起きた。一度目の戦役と二度目の戦役の両方で、ペーローズはエフタルの捕虜となった。二度目の戦役後で多額の身代金を支払い、息子のカワードを人質として引き渡した。この屈辱的な敗北は、ペーローズがエフタルに対して再び戦いを挑むきっかけとなった。

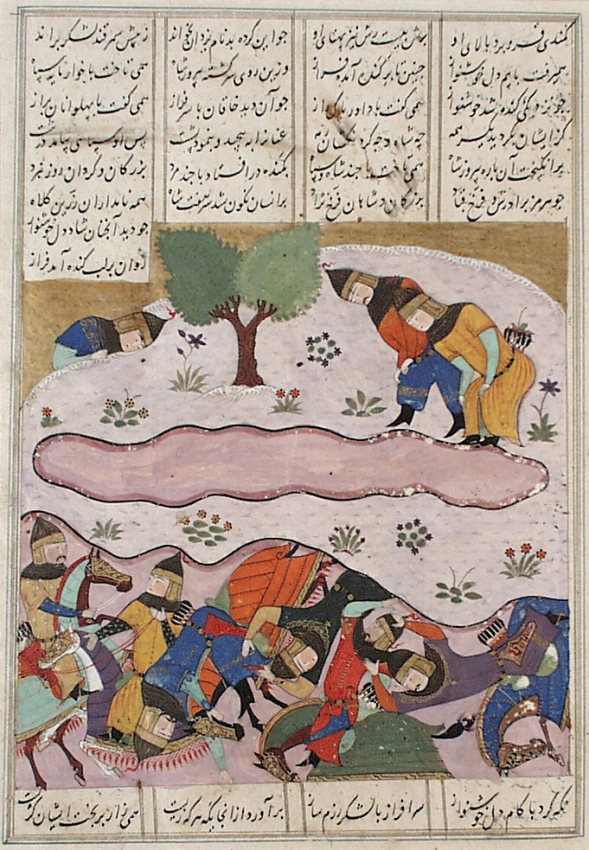
ペーローズ1世の戦死（シャー・ナーメより）

484年、身代金を完済しカワードが釈放されると、側近たちの反対を無視してペーローズは10万人規模の大軍を起こし北東に進軍した。タバリーによると、ペーローズ1世はエフタルとサーサーン朝の国境を示す塔を、兵士たちの前方へ引きずらせて移動させ、ペーローズ1世は塔の後ろを歩くことで、講和条約を破っていないように装った。エフタルの王アクシュンワル（またはホシュナヴァーズ）は、塹壕を掘り、木や葉で隠し、その奥に兵士を配したとされる。ペーローズ1世はこの落とし穴にかかり、息子たちとともに玉砕した。サーサーン朝の軍隊は壊滅し、ペーローズ1世の遺体も発見されなかった。ペーローズの娘ペーローズドゥフトは捕虜となり、エフタル王の妻となっている。
多数の王族・要人（主にミフラーン家の人間か）の戦死によって、統治機構が機能しなくなったサーサーン朝の領土をエフタルは侵略していった。東方のホラーサーン地方の主要都市、ニーシャープール、ヘラート、メルヴ等は、484年を境に硬貨の鋳造が停止されているため、エフタルの支配下に入ったとされる。カーレーン家のスフラー・カーレーンは追撃してきたエフタル王ホシュナヴァーズを撃退し、ペーローズの息子カワードを救出した。サーサーン朝の皇帝としてカワードはまだ年幼なかったため、スフラー・カーレーンとミフラーン家のシャープール・ミフラーンによって弟のバラーシュが擁立され、大宰相にはスフラー・カーレーンが就任した。しかし、別の兄弟のザリル（pal:ザーレル）が反乱を起こした。アルメニアと妥協を図りその力を借りて鎮圧することで、サーサーン朝の体制が回復するまで侵略が続いた。

### エフタルの崩壊
バラーシュはエフタルの侵略に適切な措置を講じることができず廃位され、ペーローズの息子カワードが即位した（カワード1世）。この時代、対エフタルの戦役を起こそうにも戦費不足だったため、大宰相スフラー・カーレーンは東ローマ皇帝アナスタシスに戦費の借用を求めたが拒否されている。カワード1世が一旦廃位されると、エフタルの下へ亡命し、エフタル王とペーローズ・ドゥフトの娘（つまりペーローズ1世の孫にあたる）を娶り、王位を奪還した。524年には、アバルシャフルの硬貨の鋳造が再開されており、エフタルからこの地を奪還したことがうかがえる。
カワード1世の後を継いだホスロー1世はエフタルに復讐を果たすべく、ユスティニアヌス1世統治下の東ローマ帝国と和平条約を結び西方を安定させ、東方のエフタルに専念できる状況を作り上げた。ホスロー1世の軍事改革によってサーサーン朝の軍事力は増強されたが、依然としてサーサーン朝単独でエフタルを攻撃できるか不安が纏っていたため、同盟国を探していた。そこに、新興勢力の突厥が中央アジアへと侵攻してきた。突厥の中央アジアへの移動は、エフタルにとっての新しい敵の登場となった。
エフタルは強大な軍事力を持っていたが、複数の戦線を維持できるほど組織化されていなかった。フィルドゥシーのシャー・ナーメの記述によると、バルフ、シグナーン、アーモル、ザム、Khuttal、テルメズ 、Washgird等の軍から支援を受けていた。557年にサーサーン朝と突厥の室点蜜は同盟を結び、エフタルを二方面から挟撃する形となった。年代は諸説あるが、ブハラでエフタル王Ghadfar率いるエフタル軍を徹底的に破り、その結果、突厥はアムダリヤ川以北の領土を占領し、サーサーン朝はアムダリヤ川以南を併合した。

## 影響
エフタルはブハラの戦いの後に崩壊し、チャガニアンを支配したエフタルの王子ファガニッシュの王国など、様々な小王国に分裂した。エフタル王Ghadfarとその家臣らは南のサーサーン朝領に逃亡した。一方で、突厥の室点蜜も独自にエフタルと合意に達し、Faghanishを新たなエフタルの王に据えた。
ホスロー1世は、突厥の独自外交を非常に不快に思った。突厥とエフタルの連合がサーサーン朝にとっての脅威となることを恐れ、突厥との国境地帯にあたるゴルガーンに進軍した。ホスロー1世が国境地帯に到達すると、突厥の室点蜜が出迎え贈った。ホスロー1世は自身の権威と軍事力を伝え、突厥に同盟を結ぶよう説得した。この同盟の中では、Faghanishがクテシフォンのサーサーン朝の宮廷に出向き、ホスロー1世にエフタル王としての地位を承認してもらうことを義務づけた。こうしてFaghanishとチャガニアン王国はサーサーン朝の家臣となり、アムダリヤ川をサーサーン朝と突厥の国境として定めた。ホスロー1世と突厥は親善のために、室点蜜の娘をホスロー1世に政略結婚させた。この際、ミフラーン家出身のミフラーン・スィタードがサーサーン朝の外交官として活躍した。しかし、その後は突厥とサーサーン朝間は互いにシルクロードの支配と東西貿易の権益を欲し、通商を求めた室点蜜からの使者をホスロー1世が殺害したことで両者間の関係は急速に悪化した。
568年、東ローマ帝国に突厥の使者が派遣され、サーサーン朝を二方面から挟撃するための同盟を提案したが、軍事的な成果は得られなかった。588年には、突厥の支配下に入ったエフタルが、突厥とともにサーサーン朝に軍事侵攻している（第一次ペルソ・テュルク戦争）。ここでは突厥・エフタル軍をミフラーン家のバハラーム・チョービンが破ったが、依然としてサーサーン朝は外交的な孤立状態に陥りその衰退へとつながった。のちの東ローマ・サーサーン戦争 (602年-628年)では、東ローマ帝国と西突厥を同時に敵に回し、二方面から挟撃され惨敗し（第三次ペルソ・テュルク戦争）、サーサーン朝は国力が回復する間もなくムスリムによって滅亡した。